# Fterë
Fterë (albanska: Fterë med böjningsformen Ftera) är en ort i Albanien.   Den ligger i prefekturen Qarku i Vlorës, i den södra delen av landet, 130 km söder om huvudstaden Tirana. Fterë ligger 375 meter över havet och antalet invånare är 168.
Terrängen runt Fterë är bergig åt sydost, men åt nordväst är den kuperad. Fterë ligger nere i en dal.   Runt Fterë är det ganska glesbefolkat, med 28 invånare per kvadratkilometer.. 
Trakten runt Fterë består till största delen av jordbruksmark.